# ماه (کارت تاروت)

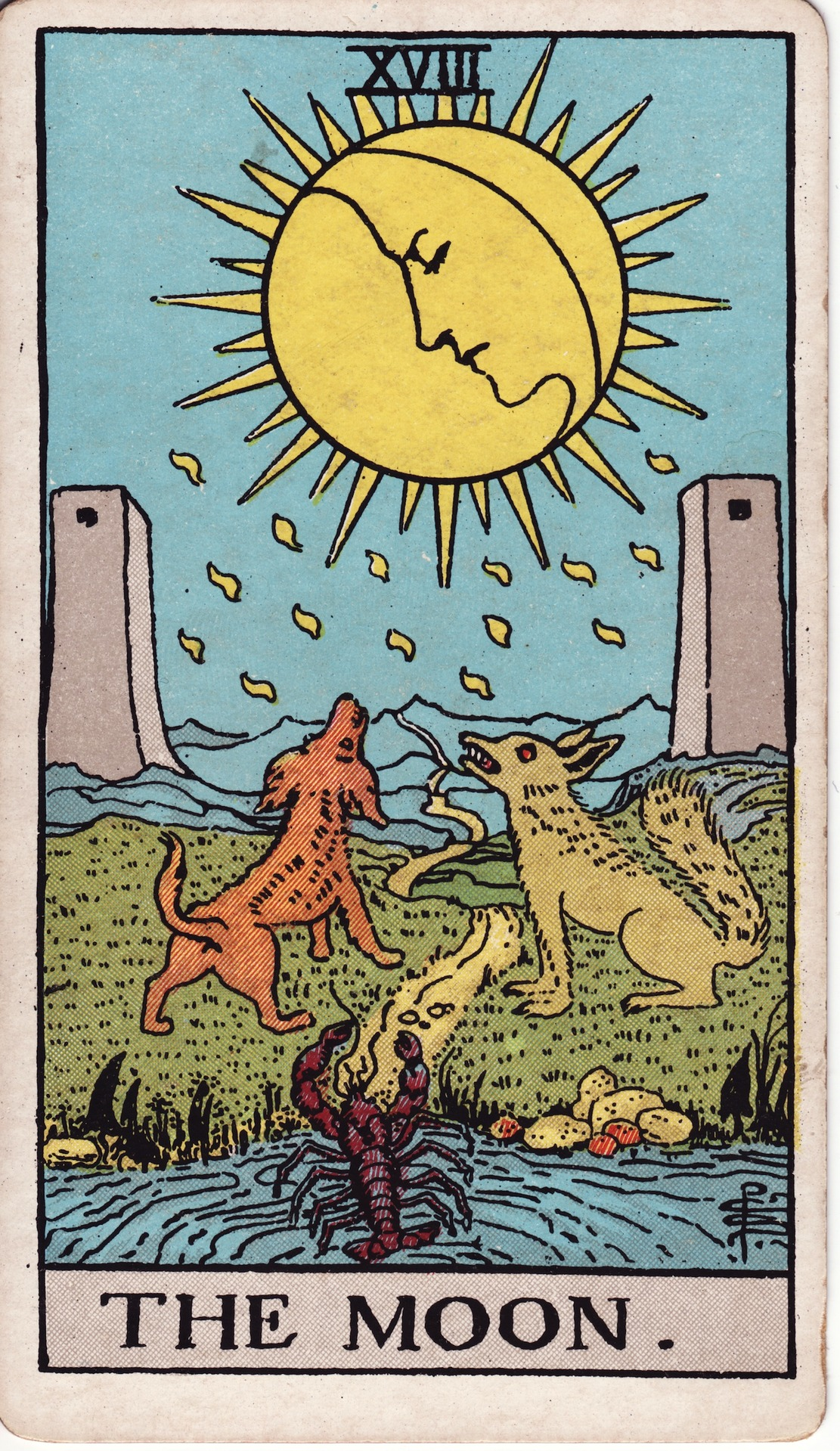
ماه (XVIII) از درسته کارت‌های تاروت رایدر-وایت

ماه (XVIII) هجدهمین برگ برنده از دسته کارت‌های تاروت کبیر در اکثر دسته‌های سنتی تاروت است. کارت ماه در بازی و همچنین در پیشگویی و فال‌گیری استفاده می‌شود.

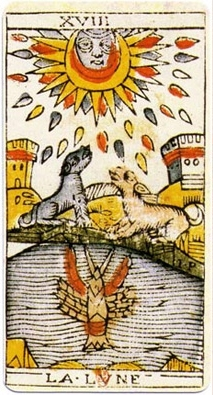
یک کارت اصلی از دسته تاروت ژان دودال از لیون، یک دستهٔ کلاسیک " تاروت مارسی ". قدمت این عرشه بین ۱۷۰۱ تا ۱۷۱۵ است.

## شرح
کارت ماه یک صحنه شب را به تصویر می‌کشد که در آن دو ستون بزرگ نشان داده شده‌است. یک گرگ و یک سگ اهلی در ماه کامل زوزه می‌کشند در حالی که یک خرچنگ از آب بیرون می‌آید. ماه دارای «شانزده پرتو اصلی و شانزده پرتو فرعی» است و همچنین «رطوبت شبنم بارور کننده را به صورت قطرات زیادی می‌ریزد» (مجموعاً ۱۵ عدد در دسته کارت‌های رایدر-وایت) که همگی به شکل بودی هستند.

## تفسیر
طبق کتابکلید تصویری تاروت، نوشتهٔ ای وایت در سال ۱۹۱۰، کارت ماه نشان دهنده زندگی تخیل جدا از زندگی روح است. سگ و گرگ ترس‌های ذهن طبیعی در حضور آن مکان خروجی هستند، زمانی که فقط نور منعکس شده برای هدایت آن وجود دارد. نور روشنگری یک انعکاس است و فراتر از آن رازی ناشناخته است که نمی‌تواند آشکار کند. علاوه بر این، "این طبیعت حیوانی ما را روشن می‌کند" و به گفته وایت، "پیام این است که "آرام باش، آرام باش، و ممکن است آرامشی بر طبیعت حیوانی بیاید، در حالی که ورطه زیرین دیگر شکلی به خود نمی‌دهد. ." این یک یادآوری است که به جای ترس و مقاومت در میان تغییر و انتقال زندگی با سهولت و مهربانی حرکت کنید؛ به همین دلیل ممکن است زمانی که تغییرات زیادی را تجربه می‌کنید بیشتر ظاهر شود.
ماه در زمینه معنوی کارتی عالی برای به دست آوردن است، زیرا همه چیز در مورد شهود است. اگر به رشد روانی یا کار درمانی علاقه دارید، خواهید دید که همه چیز به‌طور طبیعی برای شما جریان دارد و در خواندن تاروت خود هنگام مشاهدهٔ کارت ماه، آماده دریافت پیام‌هایی از روح هستید.

ویت می‌نویسد که کارت ماه دارای چندین تداعی پیشگویی است: 
18. ماه - دشمنان پنهان، خطر، بدگویی، تاریکی، وحشت، فریب، نیروهای غیبی، خطا.

در حالت معکوس: بی‌ثباتی، بی‌ثباتی، سکوت، درجات کمتر فریب و خطا.

## دسته‌های دیگر
- در «دک فلاندری» اثر واندنبوره، ماه زنی را نشان می‌دهد که در گوشه سمت راست نشسته و درختی در گوشه سمت چپ قرار دارد. ماه دقیقاً بالای سر اوست. او را در حالی نشان می‌دهد که در دست راست است و با دست چپ نخ می‌چرخد.[۹]
- در دک تاروت ویویل فرانسوی قرن هفدهم، به جای صحنه بالا، یک زن مسن‌تر در کنار درختی وجود دارد که با دوک و در حالی که ماه در بالا می‌درخشد، می‌چرخد.[۱۰]